# Leonardo Scienza
Leonardo „Léo“ Weschenfelder Scienza (* 13. September 1998 in Venâncio Aires) ist ein brasilianisch-luxemburgischer Fußballspieler. Da seine Vorfahren die luxemburgische Staatsbürgerschaft besaßen, konnte sich Scienza dort einbürgern lassen. Eine Spielberechtigung für die luxemburgische Nationalmannschaft liegt jedoch nicht vor. 

## Karriere

### Scienza in Südamerika
Nach seinen Anfängen in der Jugend des EC Avenida, von Chapecoense und CE Lajeadense wechselte Scienza Anfang des Jahres 2017 in die Jugendabteilung von Defensor Sporting in Uruguay. Bereits Anfang des nächsten Jahres ging er zurück zu CE Lajeadense. 

### Über Schweden nach Gelsenkirchen
Im Winter 2019 wechselte er nach Schweden und schloss sich dem Viertligisten Fanna BK an. Im September 2020 erfolgte sein Wechsel nach Deutschland zur zweiten Mannschaft des FC Schalke 04 in der Regionalliga West. Dort konnte Scienza mit 15 Toren in 59 Ligaeinsätzen auf sich aufmerksam machen und wechselte im Sommer 2022 zum Zweitligisten 1. FC Magdeburg.

### Wechsel zum 1. FC Magdeburg
Seinen ersten Profieinsatz hatte Scienza am 16. Juli 2022, dem 1. Spieltag der Saison 2022/23, als er bei der 1:2-Heimniederlage gegen Fortuna Düsseldorf in der 74. Spielminute für Jason Çeka eingewechselt wurde. Auch beim DFB-Pokalspiel der 1. Runde gegen Eintracht Frankfurt (0:4) stand er 55 Minuten auf dem Platz. Bis zum Saisonende absolvierte Scienza insgesamt elf Zweitligapartien (0 Tore) und kam auch noch bei der Reservemannschaft in der Verbandsliga Sachsen-Anhalt zum Einsatz. Dort erzielte er in zehn Partien 13 Tore und gab sieben Vorlagen.

### Scienza in Ulm und Heidenheim
Im Sommer 2023 wechselte Scienza zum Drittliga-Aufsteiger SSV Ulm 1846. Dort wurde er auf Anhieb Leistungsträger und stieg mit den „Spatzen“ am Saisonende als Meister in die 2. Bundesliga auf, dabei gelangen ihm in 34 Ligaspielen zwölf Treffer sowie 15 Vorlagen. Am 23. Mai 2024 verkündete der Erstligist 1. FC Heidenheim die Verpflichtung des Stürmers zur neuen Spielzeit. Er erhielt in Heidenheim einen Vertrag bis 2027.
Am 26. Mai 2025 erzielte er in der Nachspielzeit des Rückspiels in der Relegation beim SV Elversberg das entscheidende 2:1 für den Verbleib seines Vereins in der Bundesliga. Während der Saison wirkte Scienza zudem an der erstmaligen Teilnahme des Vereins an einem europäischen Wettbewerb mit, als die Ostwürttemberger in der Conference League antraten. In den Play-offs zur Conference League setzte sich der FCH gegen den schwedischen Vertreter BK Häcken durch, wobei er im Hinspiel den 2:1-Siegtreffer erzielte. Mit Platz 16 überstand der 1. FC Heidenheim die Ligaphase – wo sie unter anderem gegen den FC Chelsea spielten (0:2) – und schieden erst in den Play-offs zum Achtelfinale gegen den FC Kopenhagen aus. Dabei gelang Scienza im Rückspiel der Treffer zum zwischenzeitlichen 1:2, womit die Partie zumindest in die Verlängerung ging.